# Creuer universitari pel Mediterrani de 1933
El creuer universitari pel Mediterrani de 1933 fou el viatge d'estudis que van fer, durant l'estiu de 1933, entre el 15 de juny i el primer d’agost, prop de dues-centes persones entre professorat i l'alumnat universitari de diverses facultats de Madrid, Barcelona i València, entre les quals figuraven professors eminents i estudiants que posteriorment serien primeres figures de la vida cultural, artística i científica de la societat espanyola.
Concebut com un postgrau d'humanitats, el «Creuer Universitari del Mediterrani» plantejava, abans de res, una proposta educativa innovadora. Els joves van ser trets del seu entorn habitual, de la seva manera de rebre lliçons tradicionals a base de classes magistrals en aules convencionals, i en un vaixell que esdevenia una aula van iniciar un recorregut arqueològic, històric, cultural -i personal- seguint el rastre de les grans civilitzacions que visqueren en el Mediterrani, una experiència vital i intel·lectual que havia d'influir en la vida posterior d'aquells estudiants i en la dedicació futura.

## El trajecte
El Creuer va recórrer durant quaranta-vuit dies els principals jaciments arqueològics del Mediterrani, en un projecte que pretenia ser una lliçó viva d'història i d'art. Al llarg del viatge es va visitar l’antiga Cartago, Egipte, Jerusalem, Creta, Rodes, Tessalònica, Constantinoble, Beirut, Damasc, les restes gregues i romanes que hi ha a tot el Mediterrani, i Mallorca. Durant la travessia es van dictar conferències de professors, es van generar diaris d'estudiants -com el de Maluquer de Motes, Jaume Vicens Vives, Gregorio Marañon o Esmeralda Gijón- llibres i un documental, a més d'una formació indel·leble i amistats que en alguns casos serien per a tota la vida.

## Origen
La Segona República Espanyola havia marcat una fita sense precedents en l'educació espanyola gràcies a la Institució Lliure d'Ensenyament. Des de 1876 fins a la guerra civil de 1936, la ILE es va convertir en el centre de gravetat de tota una època de la cultura nacional i en l'eina amb què s'introduïren a Espanya les teories pedagògiques i científiques més avançades que s'estaven desenvolupant arreu d'Europa.
El clima es presentava molt propici per a la materialització d'un projecte que va ser ideat, projectat i dirigit pel degà de la Facultat de Filosofia i Lletres de la Universitat Central de Madrid, Manuel García Morente, i que fou presentat al Consell de Ministres per Fernando de los Ríos, que ocupava el càrrec de Ministre d'Instrucció Pública i Belles Arts de la República. Intel·lectuals i professors com Gregorio Marañón, José Ortega y Gasset, Felipa Niño i Juan Zaragüeta es van sumar a la realització del viatge.

## Passatge
El conjunt dels estudiants incloïa fills de les classes mitjanes i altes i també fills de classe treballadora, però en gran part eren els fills de la intel·lectualitat republicana laica, entre els quals hi havia també representants de la dreta.
Aquest era el conjunt de passatgersː
1. Francesc Adell Ferré, estudiant
2. Carmen Aguado Balseiro, estudiant
3. José Albiñana Moltó, estudiant
4. Martín Almagro Basch, estudiant
5. Carlos Alonso del Real Ramos, estudiant
6. Mª Paz Álvarez Buylla Rodríguez, estudiant
7. Pablo Alvárez Rubiano, estudiant
8. Carmen Ambroj, professora
9. Ángel de Apráiz Buesa, professor
10. Avelino Aróztegui Bastoure, estudiant
11. Mercedes Artiñano Mullereras, estudiant
12. Antonio Ballesteros Beretta, professor
13. Manuel Ballesteros Gaibrois, professor
14. Mª Paz Barbero Rehollado, estudiant
15. Ángela Barnés González, estudiant
16. Ángela Beida Soler, estudiant
17. Sebastián Benítez Lumbreras, estudiant
18. Jacobo Bentata Sabah, Patronat de Turisme
19. Teresa Bermejo Zuazua, estudiant
20. Mª Desamparados Blasco Alonso, estudiant
21. Virgilio Botella Pastor, estudiant
22. María Braña de Diego, estudiant[4]
23. Pascual Bravo Sanfeliu, professor
24. Encarnación Cabré Herreros, professora
25. Ángela Campos Arteaga, estudiant
26. José Campos Arteaga, estudiant
27. Emilio Camps Cazorla, professor
28. Joan Capdevila i Elías, estudiant
29. Catalina Carnicer Guerra, estudiant
30. Juan de Mata Carriazo Arroquía, professor
31. José Casanova Tejera, estudiant
32. Domingo Casanovas Pujadas, professor
33. María Castelo Biedma, estudiant
34. Ángela Castro Brabo, estudiant
35. Maria Celma Villares, estudiant
36. Josefa Chaume Aguilar, estudiant
37. Fernando Chueca Goitia, estudiant
38. Joaquina Comas Ros, estudiant
39. Maria Comas Ros, estudiant
40. Guillem Díaz-Plaja i Contestí, professor
41. Luis Díez del Corral, estudiant
42. Haroldo Díez Terol, Patronat de Turisme
43. Ángel Durán Miranda, estudiant
44. Dolores Enríquez Arranz, estudiant[4]
45. Joaquín de Entrambasaguas, professor
46. Salvador Espriu i Castelló, estudiant
47. Francisco Esteve Gálvez, estudiant
48. Francisco Farré Codina, estudiant
49. Dionisio Fernández Fernández, estudiant
50. Rafael Fernández Huidobro, estudiant
51. Joaquín Fernández Marqués, estudiant
52. María del Pilar Fernández Vega, professora
53. Luisa Frías Cañizares, estudiant
54. Rosario Fuentes Pérez, estudiant
55. Luisa Fuertes Grasa, estudiant
56. Mercedes Gaibrois de Ballesteros, professora
57. Carmen Galán Bustamante, estudiant
58. Francisco Galiana Serra, estudiant
59. María Luisa Galván Cabrerizo, estudiant[4]
60. Elisa García Aráez, estudiant
61. Antonio García y Bellido, professor
62. Aurora García Castilla, estudiant
63. Ramón García Linares, professor
64. Carmen García López, estudiant
65. Josep García López, estudiant
66. Isabel García Lorca, estudiant
67. Magdalena Garretas Sastre, estudiant
68. Emilio Garrigues Díaz Cañabate, estudiant
69. Esmeralda Gijón Zapata, estudiant
70. Luisa Gil Fernández de la Pradilla, estudiant
71. Fernando Giménez de Gregorio, estudiant
72. Ana María Giménez Ramos, estudiant
73. Carmen Giménez Ramos, estudiant
74. Enriqueta Giménez Ramos, estudiant
75. Luís Gómez Estern, estudiant
76. Manuel Gómez-Moreno, professor
77. María Elena Gómez Moreno Martínez, estudiant
78. Blanca González de Escandón Ruiz de Angulo, estudiant
79. Lorenzo González de Iglesias, estudiant
80. Eloisa González del Valle y Álvarez, estudiant
81. Pascual González Miguel, estudiant
82. Ángel González Palencia, professor
83. Pedro Miguel González Quijano, estudiant
84. Ofelia Gordón Carmona, estudiant
85. Matilde Goulard de la Lama, estudiant
86. Manuel Granell Muñiz, estudiant
87. Julio Guillén Tato, professor
88. Carmen de Haro García, estudiant
89. Roser Haussmann Grau, estudiant
90. María de los Dolores Hernández Prado, estudiant
91. Francisco Hernández Rubio, estudiant
92. Josefa Hernández Sampelayo, estudiant
93. María Luisa Herrera Escudero, estudiant
94. Juan Hurtado Gómez de la Serna, profesor
95. Baltasar Isarza Calderón, estudiant
96. Juliana Izquierdo Moya, professora
97. Ernesto Jiménez Navarro, estudiant
98. Fernando Jiménez Placer Suárez, estudiant
99. Julián Jimeno Moya, estudiant
100. Paulina Junquera de Vega, estudiant
101. Enrique Lafuente Ferrari, professor
102. Pilar Lamarque de Varela, arxivera
103. Javier Lasso de la Vega, professor
104. Isabel Linares de Lasso de la Vega, professora
105. José López de Toro, professor
106. Concepción López Morales, estudiant
107. Tomás Machedo Méndez, estudiant
108. Juan Magallón Ferrer, estudiant
109. María Magallón Ferrer, estudiant
110. Mercedes Magallón Ferrer, estudiant
111. Joan Maluquer de Motes i Nicolau, estudiant
112. Manuela Manzanares López, estudiant
113. José Mª Mañá de Angulo, estudiant
114. Belén Marañón Moya, estudiant
115. Gregorio Marañón Moya, professor
116. Julián Marías Aguilera, estudiant
117. Manuel Martínez Camaró, estudiant
118. Emilia Martínez González, estudiant
119. Pilar Martínez González, estudiant
120. Julio Martínez Santa Olalla, professor
121. José Antonio Martínez Vara, estudiant
122. Antonio Matilla Tascón, estudiant
123. Ana María Mato Pardo, estudiant
124. Susana Maura Salas, infermera
125. Gonzalo Menéndez-Pidal Goyri, estudiant
126. Cayetano de Mergelina y Luna, professor
127. Isabel Clarisa Millán García, estudiant[5]
128. Juana Molina Fajardo, estudiant
129. Mercè Muntanyola i Garriga, estudiant
130. Carmen Moral López, estudiant
131. Sebastián Morales Viera, estudiant
132. Conrado Morterero Simón, estudiant
133. Pilar Navarro de García de Linares, professora
134. Felipa Niño Mas, professora
135. Ramón Núñez Gómez, estudiant
136. Hugo Obermaierr Grad, professor
137. Dolores Olivera López, estudiant
138. María Luisa Oliveros Rives, estudiant[4]
139. Soledad Ortega Spottorno, estudiant
140. María Ortiz Repiso Eulate, estudiant
141. Carmen de Ortueta Martínez, estudiant
142. Adela Palacios Gros, estudiant
143. Salvador Pascual Gimeno, estudiant
144. Juan Pérez de Ayala Rick, estudiant
145. Lluís Pericot i García, professor
146. Encarnación Plans Sanz, estudiant
147. Manuel Polo de Azcoitia, estudiant
148. Juana Quílez Martí, estudiant
149. Roser Rahola d'Espona, estudiant
150. Pilar Rais Egerique, estudiant
151. José Relaño Lapuebla, estudiant
152. Laura de los Ríos Giner, estudiant
153. Carmen Rivas Abad, estudiant
154. Eduardo Robles Piquer, estudiant
155. Elena Rodríguez Danilewsky, estudiant
156. Aurina Rodríguez Galindo, estudiant
157. Antonio Rodríguez Huéscar, estudiant
158. Julia Rodríguez Mata, estudiant
159. Ramón Rodríguez Roda, estudiant
160. Rosa Rodríguez de Tormo, professora
161. Luis Rodríguez de Viguri, estudiant
162. Bartomeu Rosselló-Pòrcel, estudiant
163. Arturo Ruiz Castillo Basala, estudiant
164. Julio Ruiz Olmos, estudiant
165. Francisca Ruiz Pedroviejo, estudiant[4]
166. Josefa Salvatierra de las Peñas, estudiant
167. Pilar Sánchez Olondris, estudiant
168. Daniel Sánchez Puch, estudiant
169. Rafael Sánchez Ventura, professor
170. Luis Sanz Suárez, estudiant
171. Vicente Saralegui Lizarraga, estudiant
172. Dolors Solá Creus, estudiant
173. Teodoro Soria Hernández, professor
174. Concepción Taboada Bonastre, estudiant
175. Blas Taracena Aguirre, professor
176. José María Tejero Benito, estudiant
177. Amelia Tello Valdivieso, estudiant
178. Amàlia Tineo i Gil, estudiant
179. Juan Tormo Cervino, professor
180. Elías Tormo Monzó, professor
181. Antonio Tovar Llorente, estudiant
182. Enriqueta Trimollet Santure, estudiant
183. Justo Tur Puget, estudiant
184. María Purificación Ugarte España, estudiant
185. Filomena de Urzáiz Durán, estudiant
186. José Luis Valcárcel Sáenz, estudiant
187. María Luisa Vázquez de Parga Iglesias, estudiant[4]
188. Jaume Vicens i Vives, estudiant
189. Luis Villaba Olaizola, estudiant
190. Juan Zaragüeta y Bengoechea, professor
191. Silvio Arturo Zavala Vallado, estudiant

## El vaixell i la tripulació
El vaixell, de 115 metres d'eslora, es deia Ciutat de Cadis, era inicialment mixt per a càrrega i pasatge i havia estat cedit per la Companyia Transmediterrània; s'enfonsaria anys més tard, l'agost de 1937, torpedinat al mar Egeu per un vaixell italià durant la Guerra Civil Espanyola.
A més del capità, Jaume Gelpí Verdaguer, formaven part de la tripulació oficials i maquinistes, el capellà, el metge, etc.

## Després del viatge
Diversos escriptors han aportat esment i records del viatge, que han adoptat diferents formesː
- Bartomeu Rosselló-Pòrcel escriuria dos relatsː Orient, 1933, Tres dictadures, i Orient, 1933. Impressions sefardites.
- Jaume Vicens Vives, Gregorio Marañón Moya i Esmeralda Gijón Zapata van escriure les seves memòries del viatge, que després han estat publicades com a annex en el llibre El sueño de una generación.
- Els records de Jaume Maluquer de Motes han quedat recollits en el llibre L'arqueòleg Maluquer de Motes i el creuer universitari per la Mediterrània de 1933, publicat per Eumo el 2017.
- El 1985 Francesc Esteve i Gàlvez publicaria encara A l'entorn de les aigües lluminoses: el creuer universitari, 1933.
- Les Notas de un viaje a Oriente (1933). Diario del Crucero Universitario por el Mediterráneo, de Julián Marías, va ser publicat el 2011.[8]

- Entre l'1 de desembre de 1995 i el 31 de gener de 1996 se celebrà una exposició a la Residència d'Estudiants de Madrid, comissariada per Juan Pérez de Ayala, per commemorar el Creuer.